# Dabao, Gansu
Dabao är en köping i nordvästra Kina. Den ligger i Kang härad i staden Longnan i provinsen Gansu, omkring 330 kilometer sydost om provinshuvudstaden Lanzhou. Antalet invånare är 9 601. Befolkningen består av 4 440 kvinnor och 5 161 män. Barn under 15 år utgör 15,0 %, vuxna 15-64 år 73 %, och äldre över 65 år 10,0 %.